# معركة سمولينسك (1943)
معركة سمولينسك الثانية (بالإنجليزية: Second Battle of Smolensk)‏ والتي حدثت بين (7 أغسطس - 2 أكتوبر 1943) هي عملية هجومية إستراتيجية سوفيتية أجراها الجيش الأحمر كجزء من حملة الصيف والخريف لعام 1943. نظمت في وقت واحد تقريبا مع هجوم الدنيبر السفلى (13 أغسطس - 22 سبتمبر) ، واستمر الهجوم لمدة شهرين بقيادة الجنرال أندري يريومينكو، قائد جبهة كالينين، و فاسيلي سوكولوفسكي قائد الجبهة الغربية، كان هدف العملية هو إنهاء الوجود العسكري الألماني من منطقتي سمولينسك وبريانسك. وكانت سمولينسك تحت الاحتلال الألماني منذ معركة سمولينسك الأولى في عام 1941 أثناء عملية بربروسا.
على الرغم من الدفاع الألماني الكبير، كان الجيش الأحمر قد استطاع تحقيق العديد من الاختراقات، وتحرير العديد من المدن الكبرى، بما في ذلك سمولينسك وروسلافل. ونتيجة لهذه العملية، تمكن الجيش الأحمر من البدء في التخطيط لتحرير بيلاروسيا. ومع ذلك، كان التقدم العام متواضعاً وبطيئاً جداً في مواجهة المقاومة الألمانية الثقيلة، وبالتالي تم إنجاز العملية على ثلاث مراحل: 7-20 أغسطس، 21 أغسطس - 6 سبتمبر، و 7 سبتمبر - 2 أكتوبر.

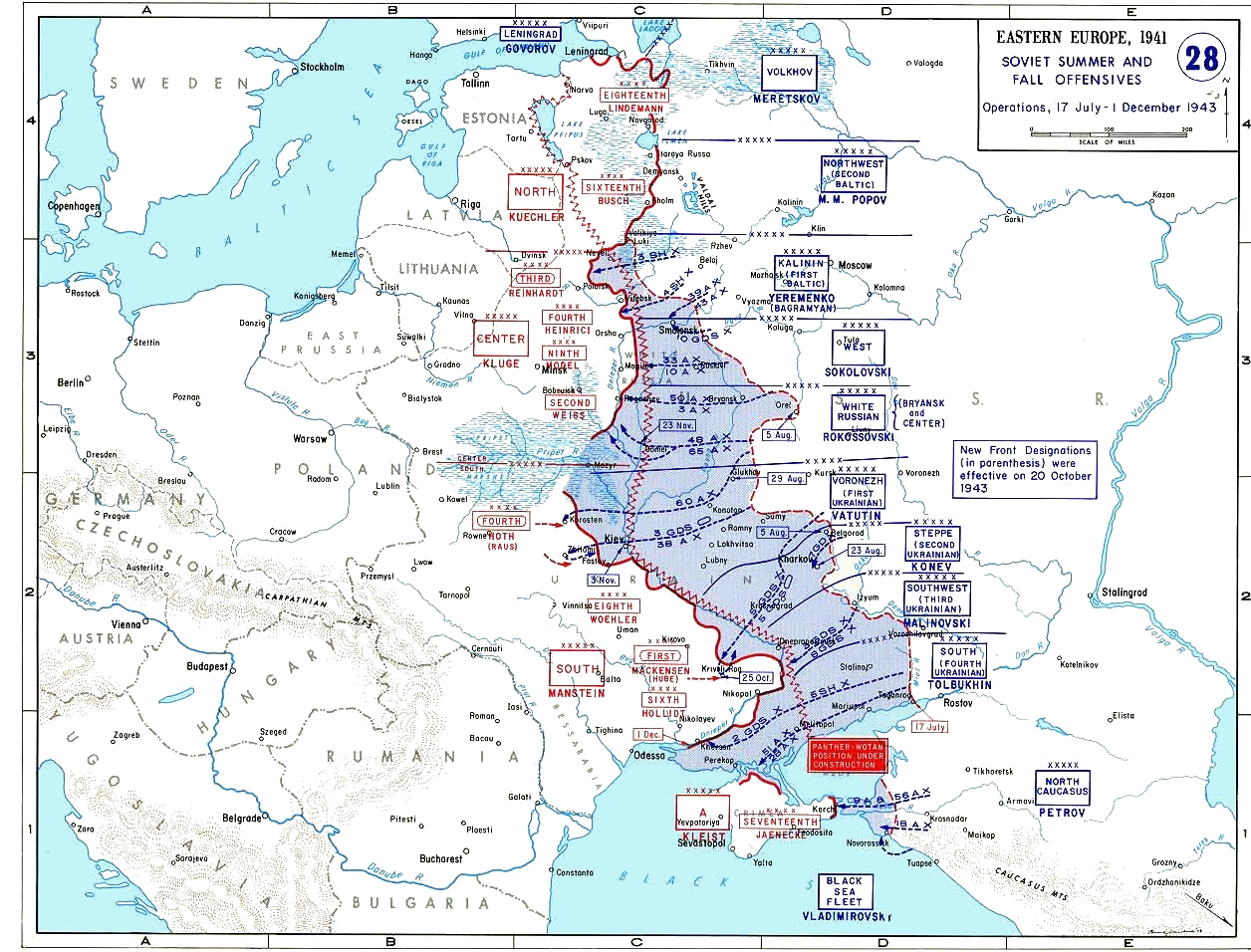
خريطة للعملية سمولينسك والهجمات ذات الصلة.

وعلى الرغم من أن عملية سمولينسك تلعب دوراً عسكرياً رئيسياً في حد ذاتها، فإنها مهمة أيضاً لتأثيرها على معركة الدنيبر. وتشير التقديرات إلى أن هنالك مايصل إلى 55 فرقة ألمانية ملتزمة بإعاقة عملية سمولينسك والتي كانت في موقف حرج لمنع القوات السوفيتية من عبور الدنيبر في الجنوب. وفي أثناء العملية، استطاع الجيش الأحمر أيضاً إبعاد القوات الألمانية بشكل نهائي من جسر لاند سمولينسك، وتُعد المنطقة تاريخياً أهم ثغرة عسكرية لهجوم غربي على موسكو.